# Paraconger guianensis
Paraconger guianensis és una espècie de peix pertanyent a la família dels còngrids.
És un peix marí, demersal i de clima tropical que viu fins als 73 m de fondària. Es troba a l'Atlàntic occidental: la Guaiana Francesa i el nord del Brasil. És inofensiu per als humans.